# Glinnik (Zgierz)
Pour les articles homonymes, voir Glinnik.
Glinnik est une localité polonaise de la gmina et du powiat de Zgierz en voïvodie de Łódź.